# Horst Bertl
Horst Bertl (* 24. März 1947; † 6. Februar 2022 in Dallas, Texas) war ein deutscher Fußballspieler. Er spielte als Stürmer.

## Leben
Der aus Bremerhaven stammende Bertl begann seine Bundesligakarriere bei Hannover 96. 1972 wechselte er zu Borussia Dortmund in die Regionalliga West. 1974 wechselte er zurück in die Bundesliga zum Hamburger SV, mit dem er seine größten Erfolge feierte: Mit dem HSV gewann er den 1976 den DFB-Pokal, 1977 den Europapokal der Pokalsieger sowie 1979 die deutsche Meisterschaft. Beim HSV schloss er Freundschaft mit seinem englischen Mannschaftskameraden Kevin Keegan. Ende April 1979 wurde Bertl vom HSV mitgeteilt, dass dieser ihm keine Vertragsverlängerung anbieten werde. In der Saison 1979/80 ließ er seine Karriere bei Houston Hurricane in der North American Soccer League ausklingen.
Bertl heiratete eine US-Amerikanerin, ließ sich in Dallas (US-Bundesstaat Texas) nieder und wurde beruflich beim US-Fußballverband als Trainerausbilder sowie als Mitarbeiter einer Sportagentur mit Sitz in Dallas tätig. Für diese Agentur beriet er Paul Caligiuri bei dessen Wechsel zum Hamburger SV im Januar 1987. Bertl war in den Vereinigten Staaten des Weiteren als Trainer im Nachwuchs- und Herrenbereich, teils auch im Hallenfußball, tätig. Er war lange eine der treibenden Kräfte des 1974 gegründeten Vereins Dallas Comets Soccer Club, der sich 2012 dem FC Dallas anschloss. Bertl war nach dem Zusammenschluss beim FC Dallas als Jugendtrainer tätig.

## Vereinsübersicht
- Bremerhaven 93 (1969–1970)
- Hannover 96 (1970–1972)
- Borussia Dortmund (1972–1974)
- Hamburger SV (1974–1979)
- Houston Hurricane (USA) (1979–1980)

## Erfolge
- Deutsche Meisterschaft 1979
- Europapokal der Pokalsieger 1977
- DFB-Pokal 1975/76
- Interner Torschützenkönig des Hamburger SV 1974/75 (8 Tore; gemeinsam mit Willi Reimann)